# مارك سيلبي
مارك أنتوني سيلبي (بالإنجليزية: Mark Selby)‏ (19 يونيو 1983) لاعب سنوكر محترف إنجليزي فاز ببطولة العالم للسنوكر 4 مرات.

## روابط خارجية
- مارك سيلبي على موقع CueTracker.net (الإنجليزية)
- مارك سيلبي على موقع بطولة العالم للسنوكر (الإنجليزية)